# Estadio Verónica Boquete de San Lázaro
El Estadio Verónica Boquete de San Lázaro está situado en el barrio de San Lázaro de la ciudad de Santiago de Compostela, en la provincia de La Coruña, España. Tiene capacidad para 12.000 espectadores y es el feudo local del equipo de fútbol S. D. Compostela, además de sede de varias entidades.
Desde 2018 lleva el nombre de la futbolista santiaguesa Verónica Boquete. Hasta entonces era conocido como Estadio Multiusos de San Lázaro.

## Historia
Su inauguración tuvo lugar el 24 de junio de 1993, con la disputa de un torneo a cuatro entre el Real Club Deportivo de La Coruña, CD Tenerife, CA River Plate y Sao Paulo FC. Deportivo y River jugaron el primer partido siendo Bebeto el autor del primer gol en el estadio.
En el año 1999 se celebró el torneo amistoso "Trofeo Xacobeo", coincidiendo con el Año Santo Jacobeo y organizado por la Junta de Galicia; el torneo enfrentó al Real Club Celta de Vigo y al Real Madrid, con victoria del equipo vigués por 3-0.
El 8 de noviembre de 2018 el Ayuntamiento de Santiago de Compostela aprobó el cambio de nombre del estadio en reconocimiento a Verónica Boquete, una de las mejores futbolistas de la ciudad.
El 16 de diciembre de 2018, en un encuentro entre la SD Compostela y el CD Ribadumia, se hizo la inauguración oficial de la nueva denominación, en homenaje a la futbolista Vero Boquete.

## Instalaciones
El estadio tiene forma oval y el campo está rodeado por una pista de atletismo de 400 metros de longitud, algo inusual en los estadios españoles. 

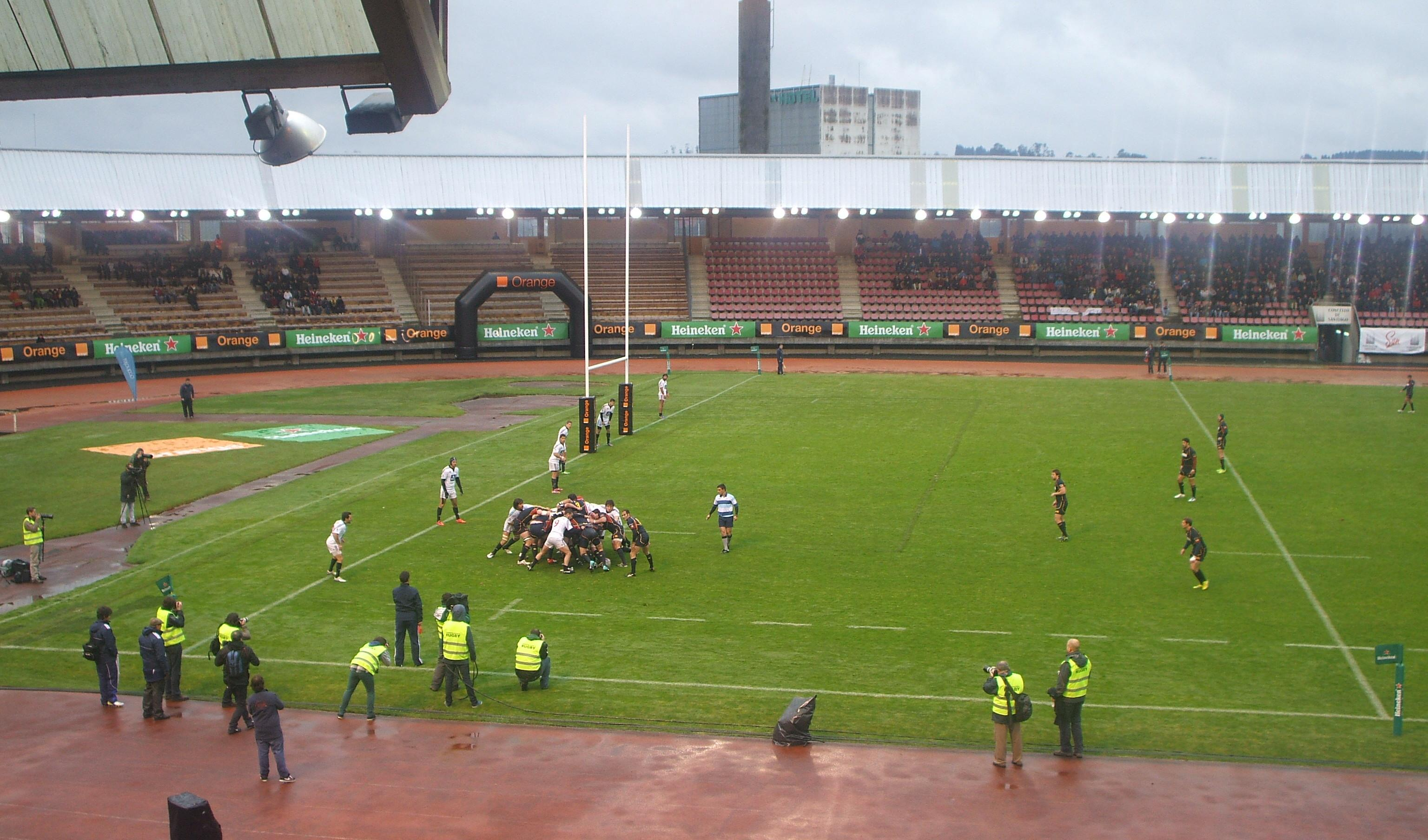
Interior del estadio
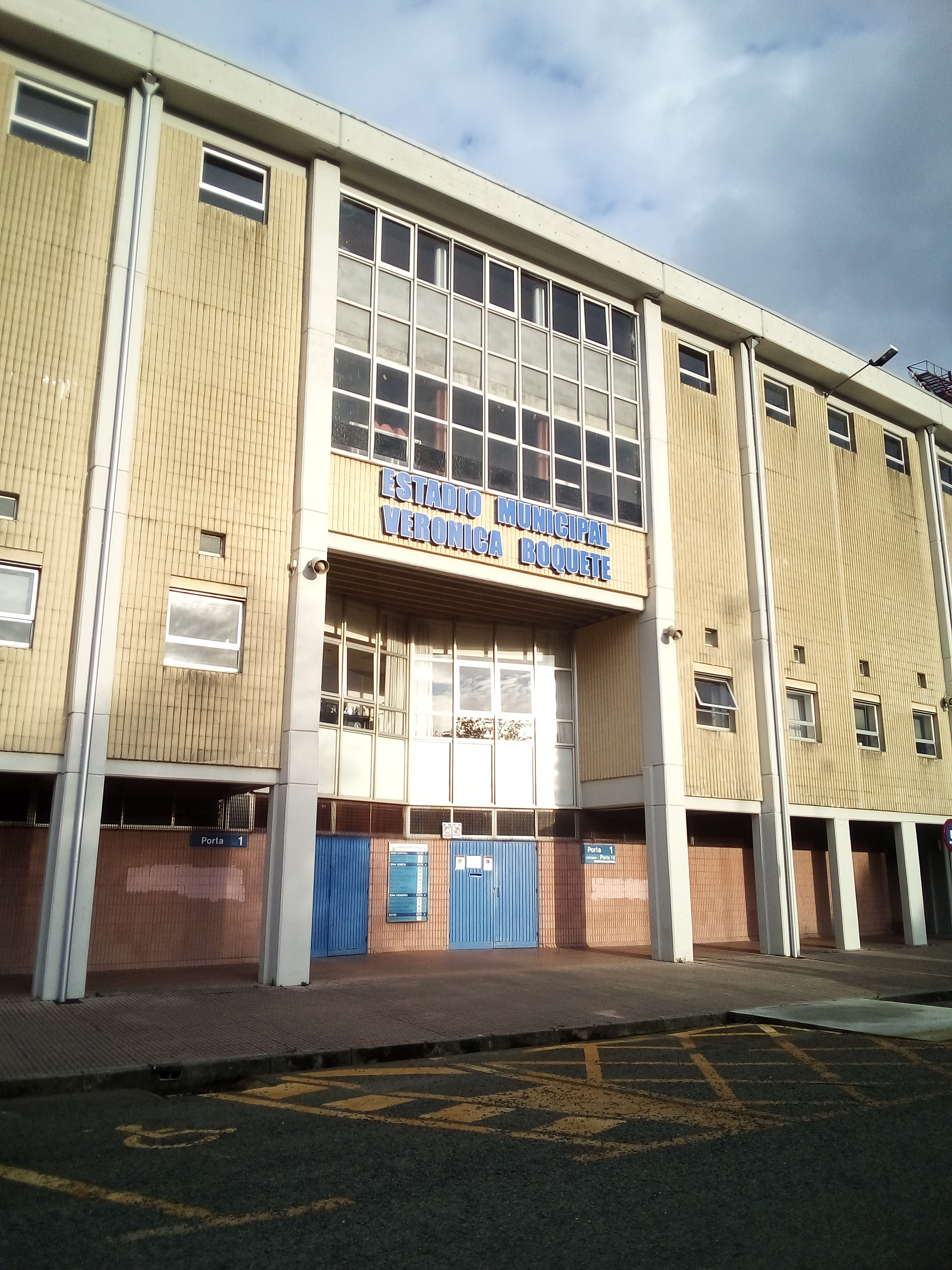
Entrada principal

## Entidades
Además de ser el feudo local de la SD Compostela, el estadio sirve como sede para diferentes entidades como:
- Secretaría General para el Deporte de la Junta de Galicia
- Departamento de Deportes del Ayuntamiento de Santiago de Compostela
- Delegación de la Real Federación Gallega de Fútbol
- Federación Gallega de Baloncesto
- Federación Gallega de Caza
- Escudería Compostela
- Comité Local de Árbitros de Fútbol
- Moto Club Compostela